# Кризис автомобильной индустрии США (1973—1983)
Больная эпоха (англ. Malaise era) — термин, описывающий период в американской автомобильной индустрии с 1973 по 1983. Классические масл-кары бились в агонии под натиском новых законов, ратующих за безопасность, снижение смертности в ДТП и экологию, а также под прессом требований рынка, стремительно менявшихся после мощного воздействия бензинового кризиса.
До этого американские автопроизводители использовали мощные, но малоэффективные двигатели, которые ставились на большие и тяжёлые автомобили. На популярный в то время Chevrolet Caprice 1971 модельного года базовым двигателем был 6,6-литровый V8, который расходовал около 16 литров топлива на 100 километров, а опциональные двигатели расходовали топлива ещё больше.
Период начался с нефтяного кризиса 1973 года, к концу которого, в марте 1974, мировые цены на нефть выросли практически в 4 раза, с US$3 за баррель до почти $12 за баррель; цены в США были существенно выше. Результатом стало внезапное смещение потребительских вкусов от традиционных американских «сжигателей топлива» к более эффективным компактным автомобилям. У американских автопроизводителей не было таких моделей, а европейские и японские производители увеличили свои доли на рынке.
Агентство по охране окружающей среды США позже приняли закон о топливной эффективности.
В 1979 цены на бензин снова выросли, удвоившись за год, и это стало переломным моментом в изменении предпочтений покупателей. Американские автопроизводители начали представлять линейки компактных, менее мощных моделей для конкуренции с японскими автопроизводителями.
Сам термин «больная эпоха», придуманный журналистом Марэли Мартином, отсылает к так называемой речи «malaise speech» президента США Джимми Картера, в которой утверждалось о неспособности США справиться с нефтяным кризисом 1979 года.